# سولیباکنت
سولیباکنت (به لاتین: Suleybakent) یک منطقهٔ مسکونی در روسیه است که در شهرستان لواشینسکی قرار دارد.